# Kuldżibrin
Kuldżibrin (arab. كلجبرين) – miejscowość w Syrii, w muhafazie Aleppo. W 2004 roku liczyła 3291 mieszkańców.